# Purchena
Purchena is een gemeente in de Spaanse provincie Almería in de regio Andalusië met een oppervlakte van 56 km². In 2007 telde Purchena 1621 inwoners.

## Demografische ontwikkeling
Bron: INE, 1857-2011: volkstellingen